# Dioscorea liebmannii
Dioscorea liebmannii är en enhjärtbladig växtart som beskrevs av Edwin Burton Uline. Dioscorea liebmannii ingår i släktet Dioscorea och familjen Dioscoreaceae. Inga underarter finns listade i Catalogue of Life.